# 卓巴百合
卓巴百合（学名：Lilium wardii）为百合科百合属下的一个种。

## 扩展阅读
- 維基物種上的相關：卓巴百合